# Eugénie-les-Bains
Eugénie-les-Bains (en gascon Las Aigas, « les eaux ») est une commune du Sud-Ouest de la France, située dans le département des Landes en région Nouvelle-Aquitaine.
Ses habitants sont appelés les Eugénois.
La ville est une importante station thermale.

## Géographie

### Localisation
Située au sud-est du département des Landes, à 25 km au sud-est de Mont-de-Marsan, à 15 km à l'ouest d'Aire-sur-l'Adour et à 50 km au nord de Pau.

### Communes limitrophes
Les communes limitrophes sont  Bahus-Soubiran, Classun, Duhort-Bachen et Saint-Loubouer.
|                | Classun           |                |
|                | Eugénie-les-Bains | Duhort-Bachen  |
| Saint-Loubouer |                   | Bahus-Soubiran |

### Hydrographie
Les terres de la commune font partie du vignoble de Tursan et sont arrosées par le Bahus, affluent de l'Adour.

### Climat
Pour des articles plus généraux, voir Climat de la Nouvelle-Aquitaine et Climat des Landes.
Historiquement, la commune est exposée à un climat océanique aquitain.  
En 2020, Météo-France publie une typologie des climats de la France métropolitaine dans laquelle la commune est exposée à un climat océanique et est dans la région climatique Aquitaine, Gascogne, caractérisée par une pluviométrie abondante au printemps, modérée en automne, un faible ensoleillement au printemps, un été chaud (19,5 °C), des vents faibles, des brouillards fréquents en automne et en hiver et des orages fréquents en été (15 à 20 jours).
Pour la période 1971-2000, la température annuelle moyenne est de 13,4 °C, avec une amplitude thermique annuelle de 14,4 °C. Le cumul annuel moyen de précipitations est de 1 040 mm, avec 11,4 jours de précipitations en janvier et 7,5 jours en juillet. Pour la période 1991-2020, la température moyenne annuelle observée sur la station météorologique la plus proche, située sur la commune de Bahus-Soubiran à 3 km à vol d'oiseau, est de 13,9 °C et le cumul annuel moyen de précipitations est de 1 034,0 mm,. Pour l'avenir, les paramètres climatiques de la commune estimés pour 2050 selon différents scénarios d’émission de gaz à effet de serre sont consultables sur un site dédié publié par Météo-France en novembre 2022.

## Urbanisme

### Typologie
Au 1er janvier 2024, Eugénie-les-Bains est catégorisée commune rurale à habitat dispersé, selon la nouvelle grille communale de densité à sept niveaux définie par l'Insee en 2022.
Elle est située hors unité urbaine et hors attraction des villes,.

### Occupation des sols

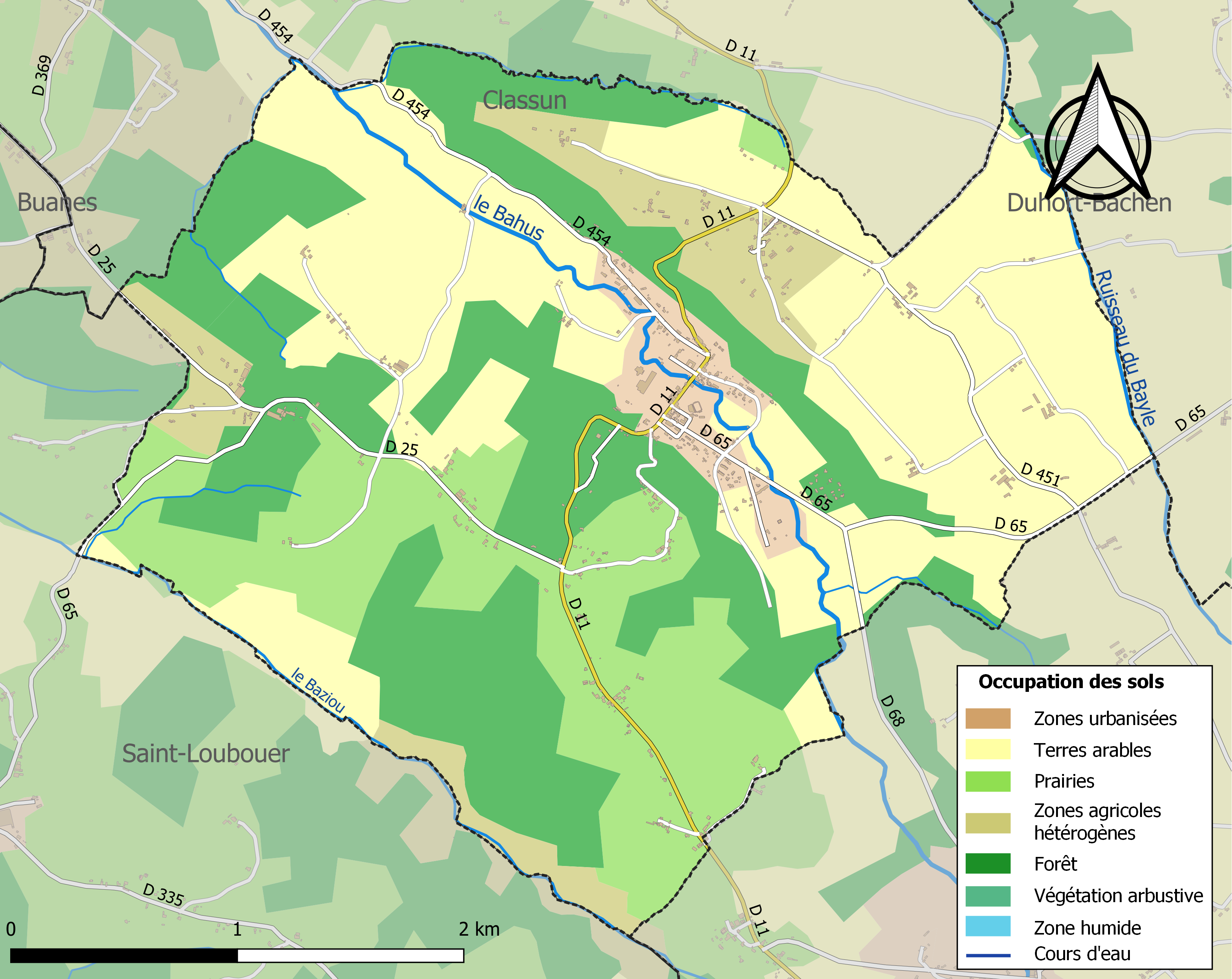
Carte des infrastructures et de l'occupation des sols de la commune en 2018 (CLC).

L'occupation des sols de la commune, telle qu'elle ressort de la base de données européenne d’occupation biophysique des sols Corine Land Cover (CLC), est marquée par l'importance des territoires agricoles (65,7 % en 2018), une proportion sensiblement équivalente à celle de 1990 (65,8 %). La répartition détaillée en 2018 est la suivante : terres arables (38,8 %), forêts (30,4 %), prairies (19,4 %), zones agricoles hétérogènes (7,5 %), zones urbanisées (4 %). L'évolution de l’occupation des sols de la commune et de ses infrastructures peut être observée sur les différentes représentations cartographiques du territoire : la carte de Cassini (XVIIIe siècle), la carte d'état-major (1820-1866) et les cartes ou photos aériennes de l'IGN pour la période actuelle (1950 à aujourd'hui).

### Risques majeurs
Le territoire de la commune d'Eugénie-les-Bains est vulnérable à différents aléas naturels : météorologiques (tempête, orage, neige, grand froid, canicule ou sécheresse), inondations, mouvements de terrains et séisme (sismicité faible). Il est également exposé à un risque particulier : le risque de radon. Un site publié par le BRGM permet d'évaluer simplement et rapidement les risques d'un bien localisé soit par son adresse soit par le numéro de sa parcelle.

#### Risques naturels
Certaines parties du territoire communal sont susceptibles d’être affectées par le risque d’inondation par débordement de cours d'eau, notamment le ruisseau du Bayle et le Bahus. La commune a été reconnue en état de catastrophe naturelle au titre des dommages causés par les inondations et coulées de boue survenues en 1988, 1999 et 2009,.
Les mouvements de terrains susceptibles de se produire sur la commune sont des tassements différentiels.

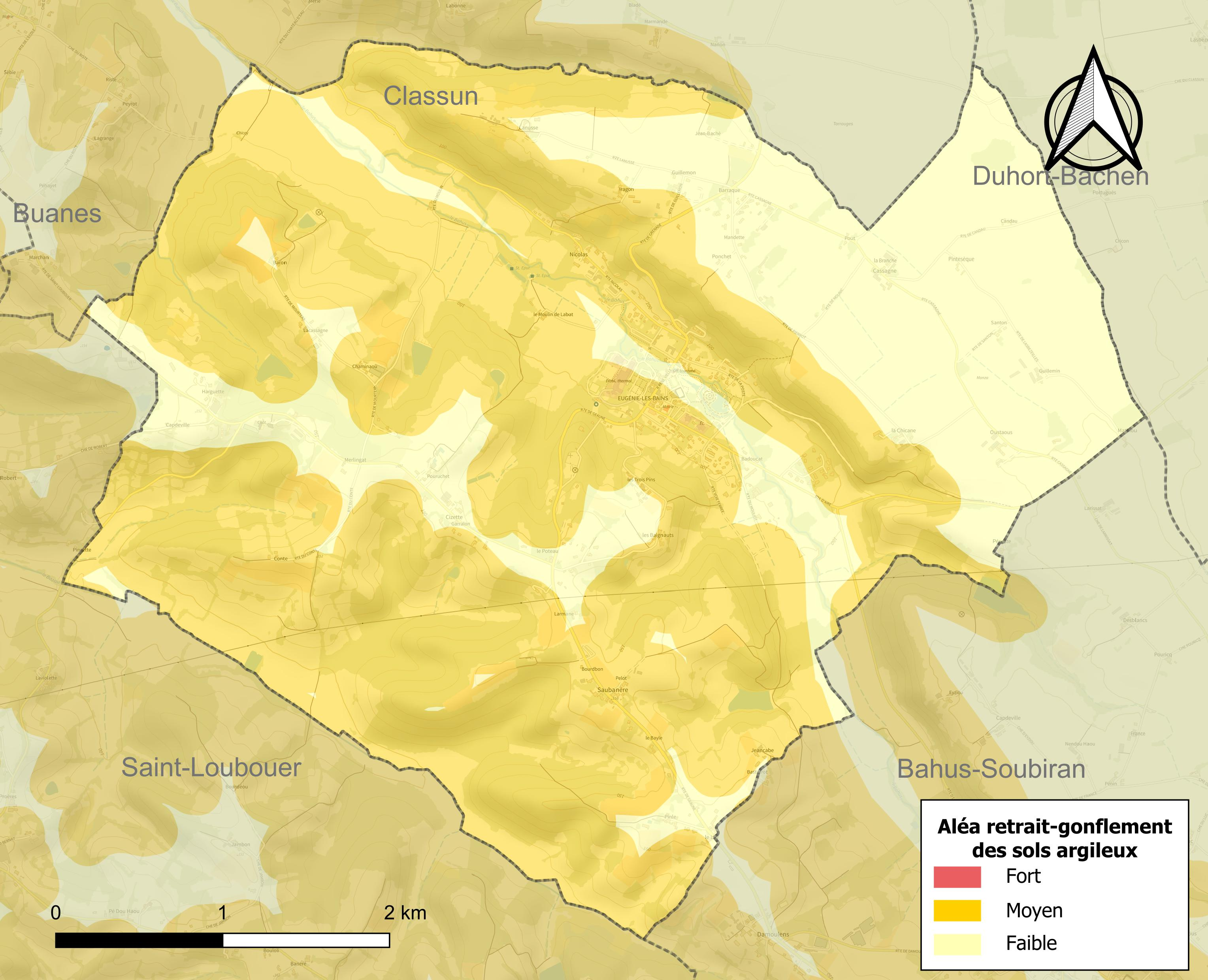
Carte des zones d'aléa retrait-gonflement des sols argileux d'Eugénie-les-Bains.

Le retrait-gonflement des sols argileux est susceptible d'engendrer des dommages importants aux bâtiments en cas d’alternance de périodes de sécheresse et de pluie. 68,4 % de la superficie communale est en aléa moyen ou fort (19,2 % au niveau départemental et 48,5 % au niveau national). Sur les 257 bâtiments dénombrés sur la commune en 2019, 145 sont en aléa moyen ou fort, soit 56 %, à comparer aux 17 % au niveau départemental et 54 % au niveau national. Une cartographie de l'exposition du territoire national au retrait gonflement des sols argileux est disponible sur le site du BRGM,.
Concernant les mouvements de terrains, la commune a été reconnue en état de catastrophe naturelle au titre des dommages causés par des mouvements de terrain en 1999.

#### Risque particulier
Dans plusieurs parties du territoire national, le radon, accumulé dans certains logements ou autres locaux, peut constituer une source significative d’exposition de la population aux rayonnements ionisants. Selon la classification de 2018, la commune d'Eugénie-les-Bains est classée en zone 2, à savoir zone à potentiel radon faible mais sur lesquelles des facteurs géologiques particuliers peuvent faciliter le transfert du radon vers les bâtiments.

## Toponymie
Cette petite station thermale a reçu son nom de sa marraine, l'impératrice Eugénie, lors de la création de la commune en 1861, par démembrement de la commune de Saint-Loubouer. « Les Bains » est ajouté pour promouvoir cette station thermale.
Localement, la cité est appelée Las Aigas (« les eaux ») en gascon.

## Histoire
La commune d'Eugénie-les-Bains est créée en 1861 à partir d'un quartier de Saint-Loubouer, dont les eaux thermales sont connues des Romains et appréciées de Montaigne et d'Henri IV.
La nouvelle commune est ainsi nommée en l'honneur de l'impératrice Eugénie de Montijo, qui profite de ses nombreux déplacements à Biarritz pour y prendre les eaux et participe à l'inauguration.

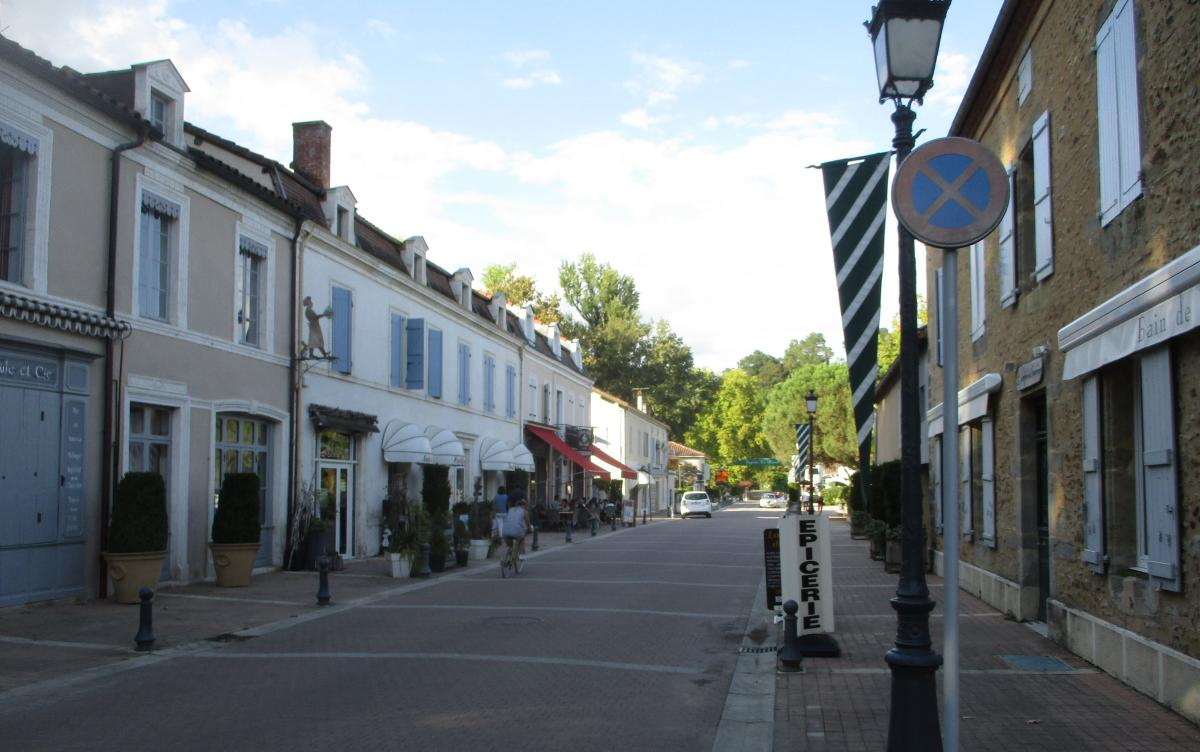
Rue principale d'Eugenie-les-Bains.

Les sources d'Eugénie-les-Bains sont rebaptisées Impératrice et Christine-Marie. Leur température à l'émergence est de 20 à 38 °C, et leur composition est :
- source Impératrice : sulfatée, bicarbonatée sodique ;
- source Christine-Marie : sulfurée, sulfatée sodique, calcique, magnésienne, riche en plancton thermal.

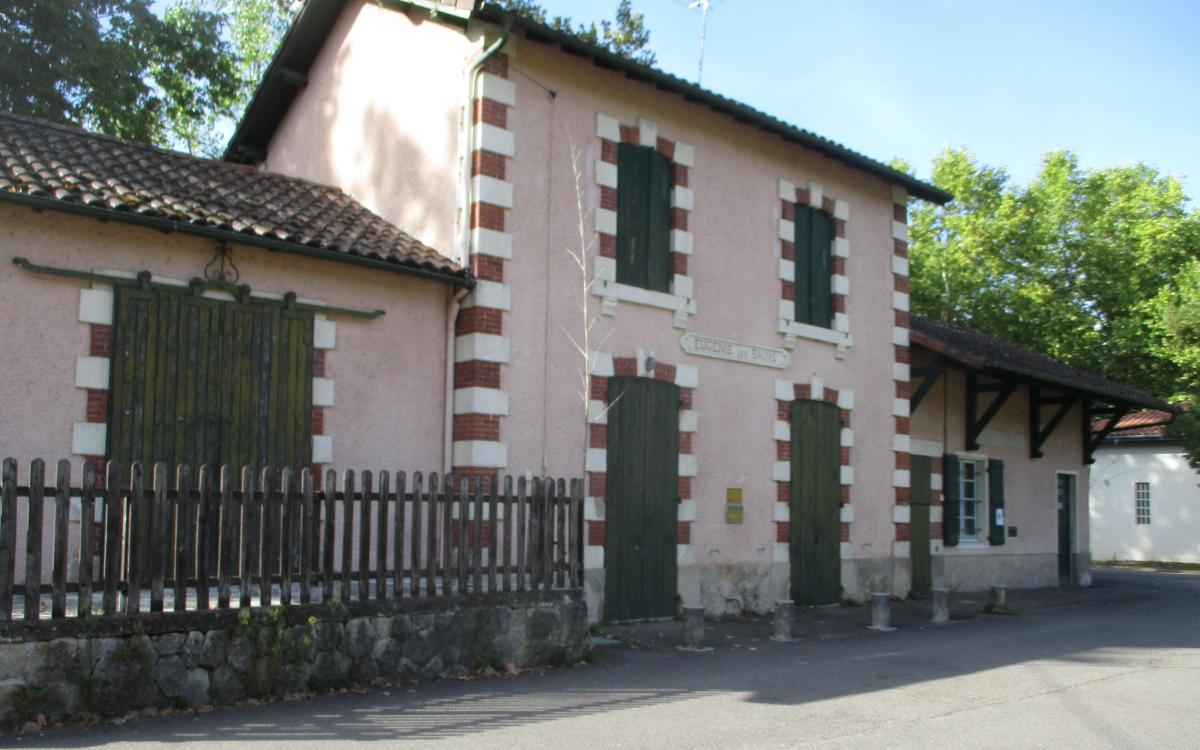
Ancienne gare d'Eugénie-les-Bains.

En 1862, l'impératrice accompagne son mari Napoléon III venu inaugurer la nouvelle ligne de chemin de fer Tarbes-Morcenx. Surprise par le mauvais temps, l'impératrice trouve refuge sans se présenter chez Marthe-Alice Pouypoudat, fermière des environs de Saint-Loubouer. La réputation des roulades à la farce de caille et de jambon de Chalosse, spécialité de Marthe-Alice Pouypoudat dont elle garde jalousement le secret, est déjà parvenue aux oreilles de l'impératrice. Le mauvais temps perdurant, cette dernière demande à se restaurer. La fermière n'a pas reconnu l'impératrice, mais ne doute pas avoir affaire à une grande dame. Sans doute impressionnée, et poussée par l'envie de faire encore mieux, elle a l'idée d'ouvrir une de ses miches en train de finir de cuire dans le four à pain, et d'y glisser la fameuse roulade encore chaude. Elle découpe ensuite ce pâté en tranches et l'offre à son invitée en l'arrosant d'une sauce salmis préparée avec du vin de Tursan rouge de sa vigne. L'impératrice est conquise et une amitié se noue entre les deux femmes, qui entretiennent par la suite une correspondance régulière. En remerciement de sa généreuse hospitalité, Eugénie invite Marthe-Alice à l'Exposition universelle de Paris de 1867. On lui présente à cette occasion le maître-queux du palais des Tuileries à qui elle révèle gracieusement le secret de sa recette par amitié pour l'impératrice. La cour en est ravie et donne à la recette le nom de « Pain Farci en Croûte Belle Crinoline ». Marthe-Alice Pouypoudat est aujourd'hui considérée comme l'une des premières grandes cuisinières landaises dont la renommée est « montée » jusqu'à Paris.

## Politique et administration
| Période                                  | Période  | Identité           | Étiquette | Qualité                                                      |
| ---------------------------------------- | -------- | ------------------ | --------- | ------------------------------------------------------------ |
| Les données manquantes sont à compléter. |          |                    |           |                                                              |
| mars 2001                                | 2014     | Jean-Baptiste Léon | PS        | Cadre supérieur de santé                                     |
| 2014                                     | En cours | Philippe Brethes   | PS        | Directeur commercial, président de la communauté de communes |

## Démographie
| 1861 | 1866 | 1872 | 1876 | 1881 | 1886 | 1891 | 1896 | 1901 |
| ---- | ---- | ---- | ---- | ---- | ---- | ---- | ---- | ---- |
| 585  | 612  | 601  | 610  | 618  | 609  | 554  | 588  | 559  |

| 1906 | 1911 | 1921 | 1926 | 1931 | 1936 | 1946 | 1954 | 1962 |
| ---- | ---- | ---- | ---- | ---- | ---- | ---- | ---- | ---- |
| 549  | 546  | 504  | 475  | 467  | 509  | 463  | 407  | 439  |

| 1968 | 1975 | 1982 | 1990 | 1999 | 2006 | 2011 | 2016 | 2021 |
| ---- | ---- | ---- | ---- | ---- | ---- | ---- | ---- | ---- |
| 452  | 392  | 408  | 467  | 507  | 476  | 426  | 452  | 473  |

| 2022 | - | - | - | - | - | - | - | - |
| ---- | - | - | - | - | - | - | - | - |
| 486  | - | - | - | - | - | - | - | - |

## Culture locale et patrimoine

### Lieux et monuments
- Église Sainte-Eugénie d'Eugénie-les-Bains
- Les Prés d'Eugénie : célèbre hôtel-restaurant de Michel Guérard, Relais et Châteaux
- L'établissement thermal
- La cascade, le parc et le parcours de l'eau
- Les arènes de course landaise
- La rue René-Vielle, la grande rue principale du village, et tous ses commerces
- Sources d'Eugénie-les-Bains

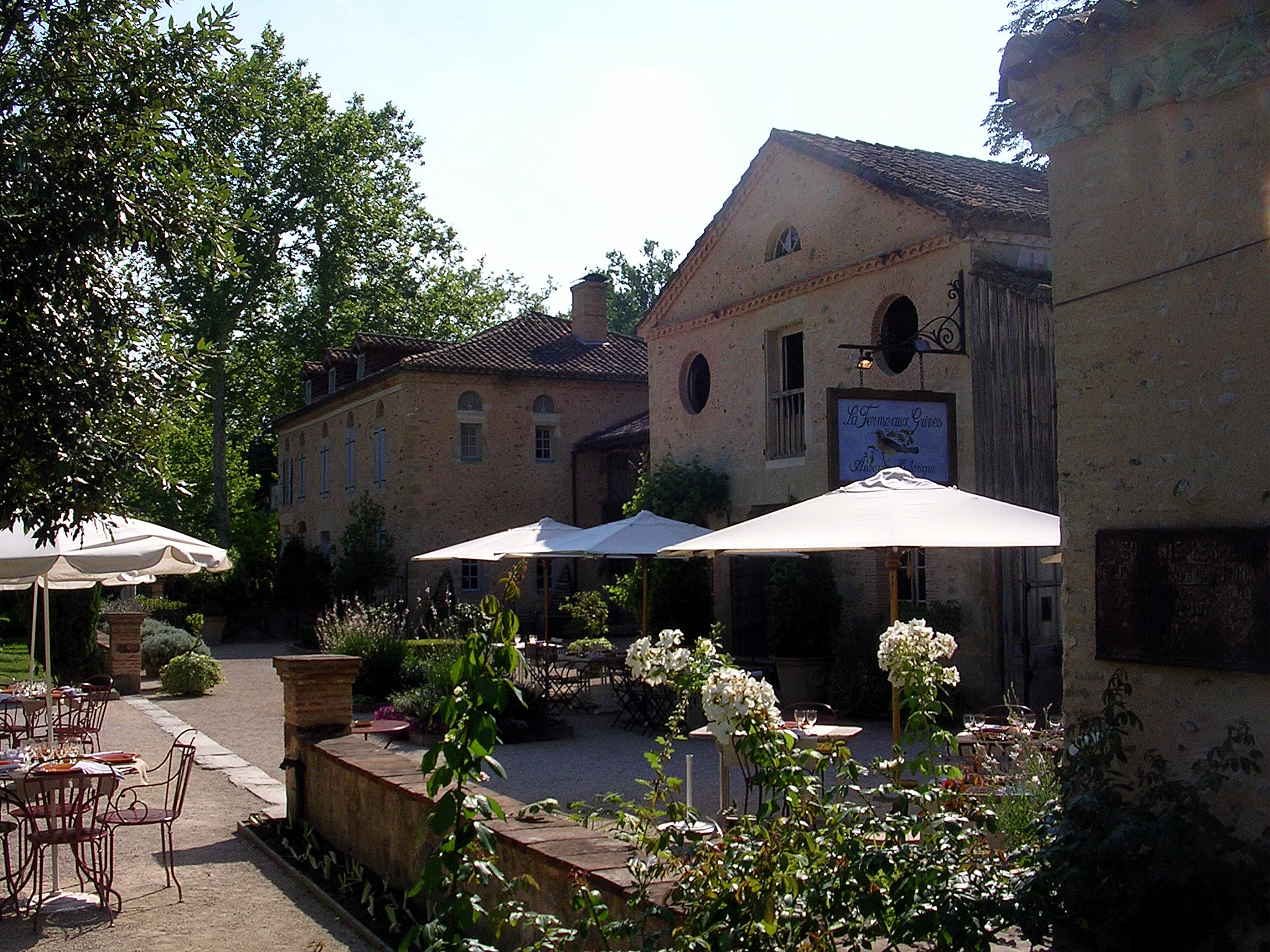
La Ferme aux Grives.
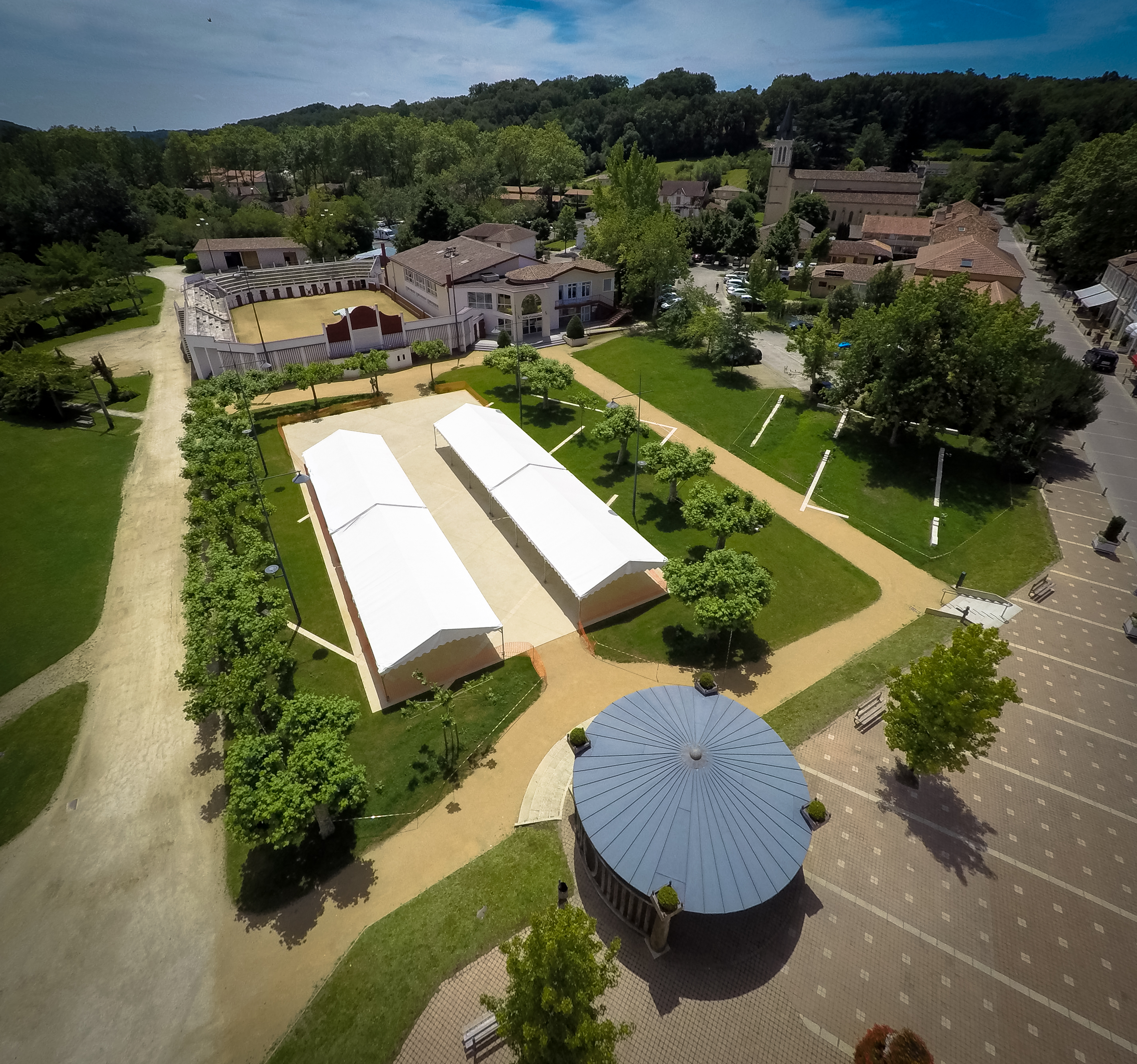
La Place centrale d'Eugénie-les-Bains.
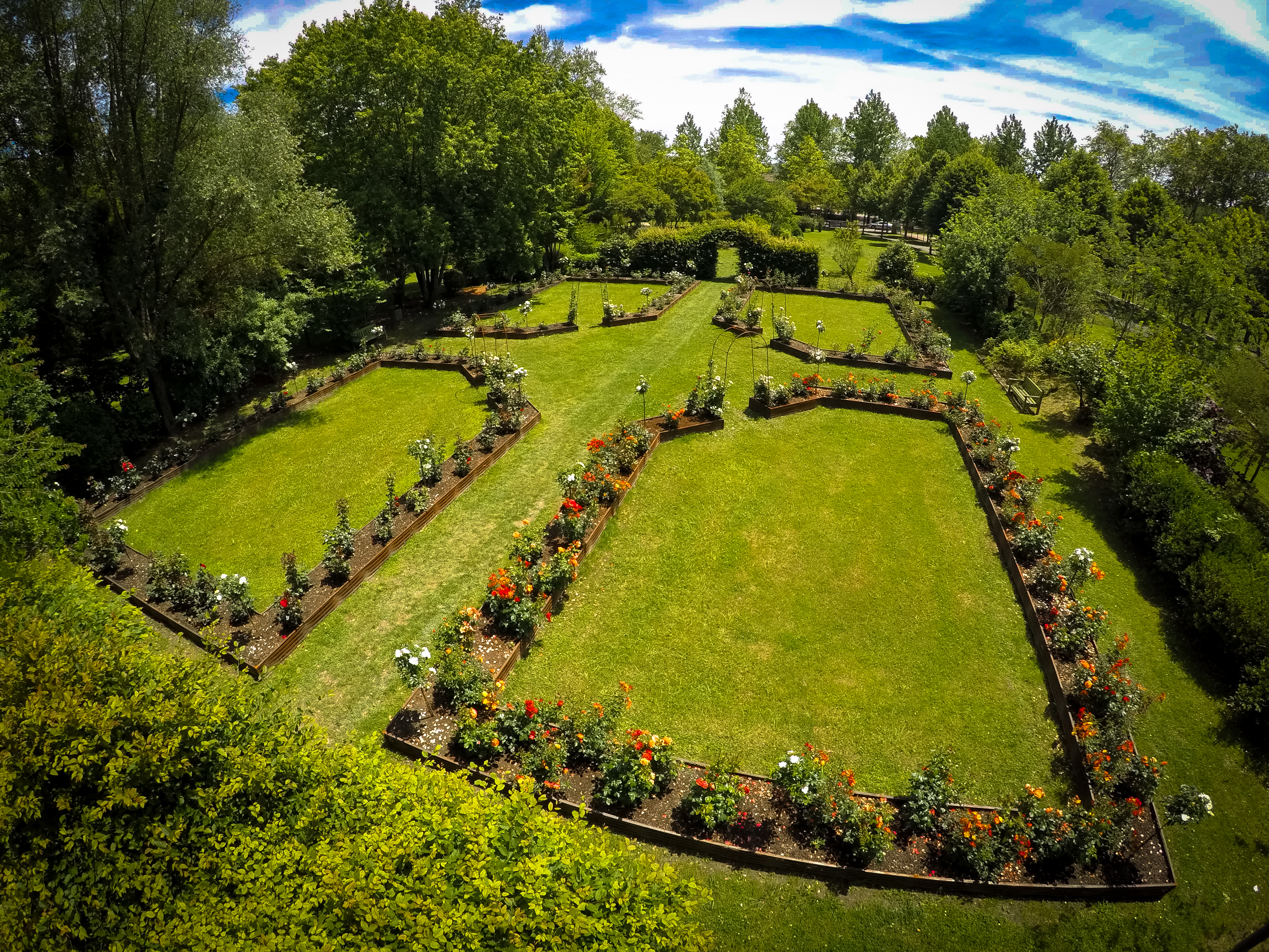
La Roseraie à Eugénie-les-Bains.
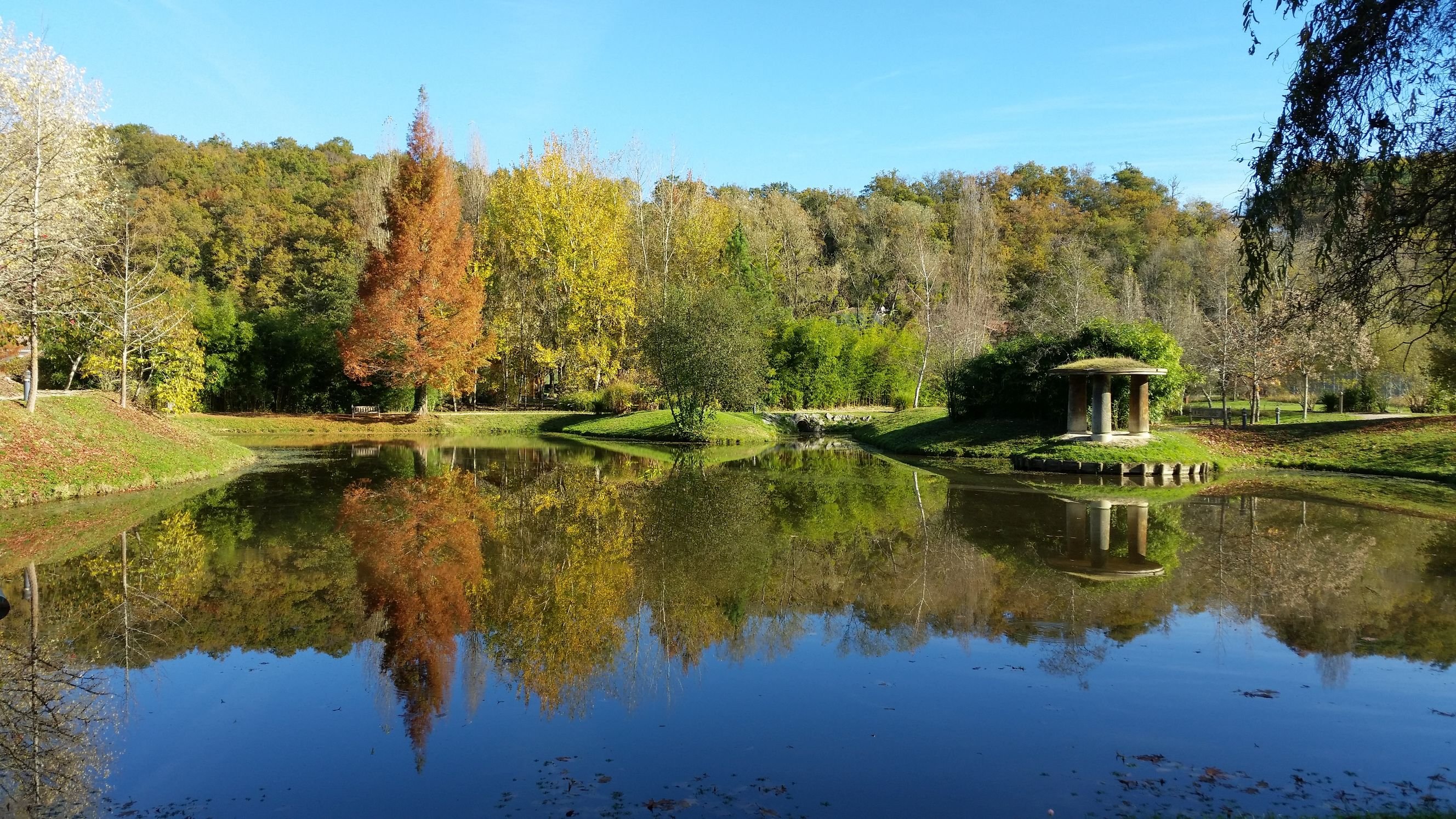
Le petit Lac d'Eugénie-les-Bains
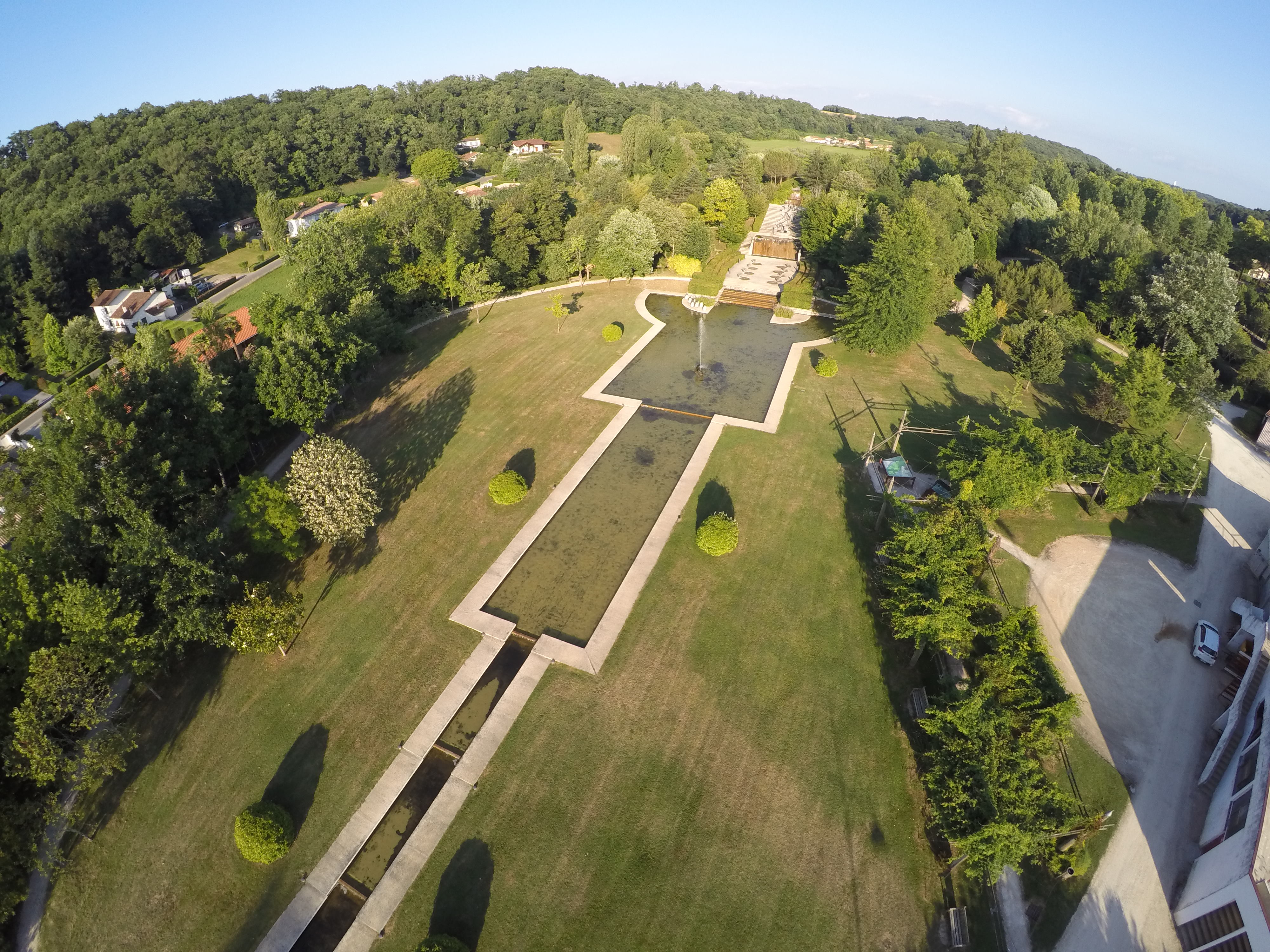
Les cascades d'Eugénie-les-Bains.
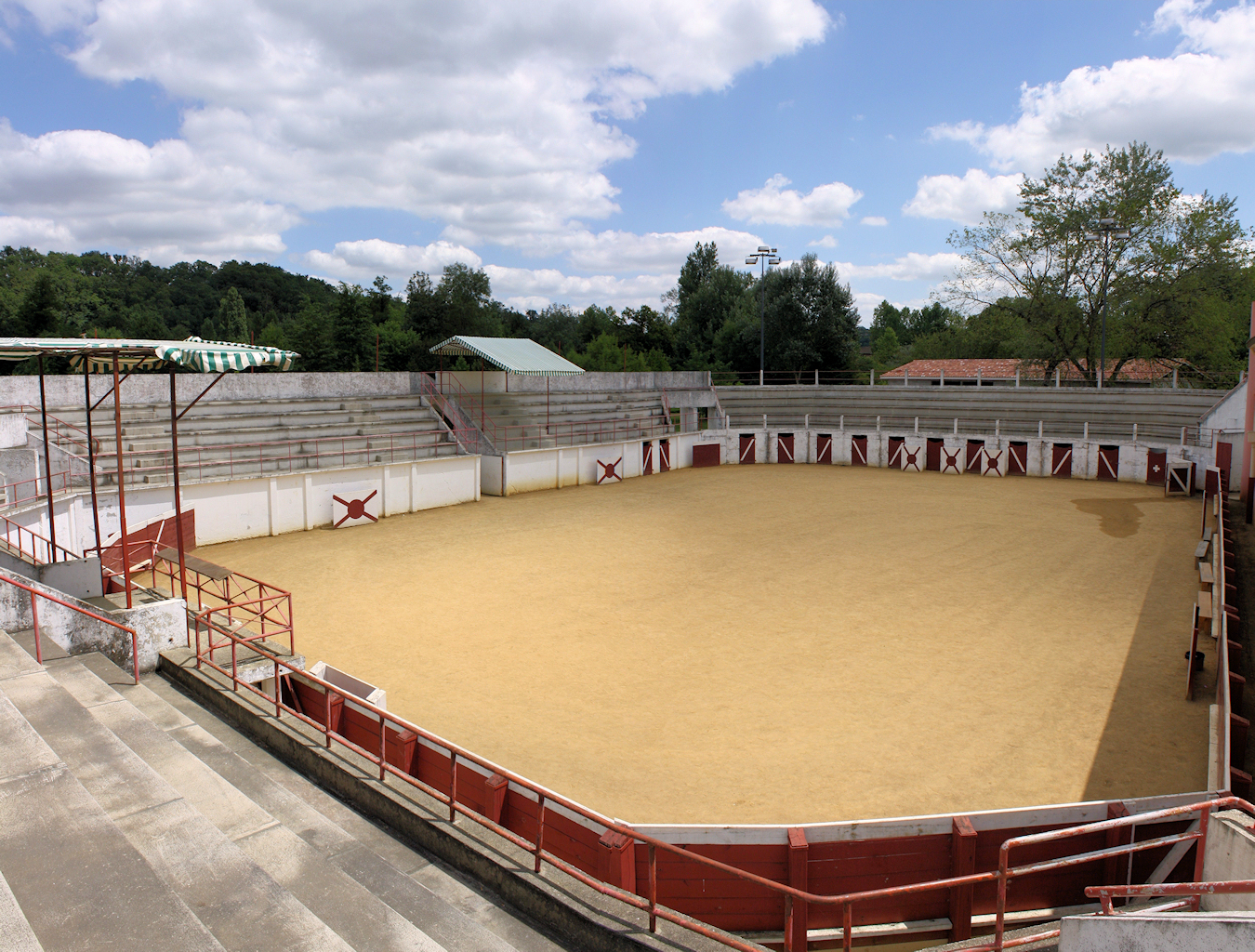
Les arènes d'Eugénie-les-Bains.
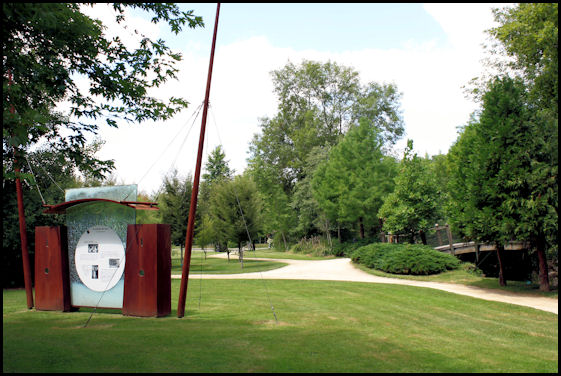
Parc et jardins d'Eugénie.

### Personnalités liées à la commune

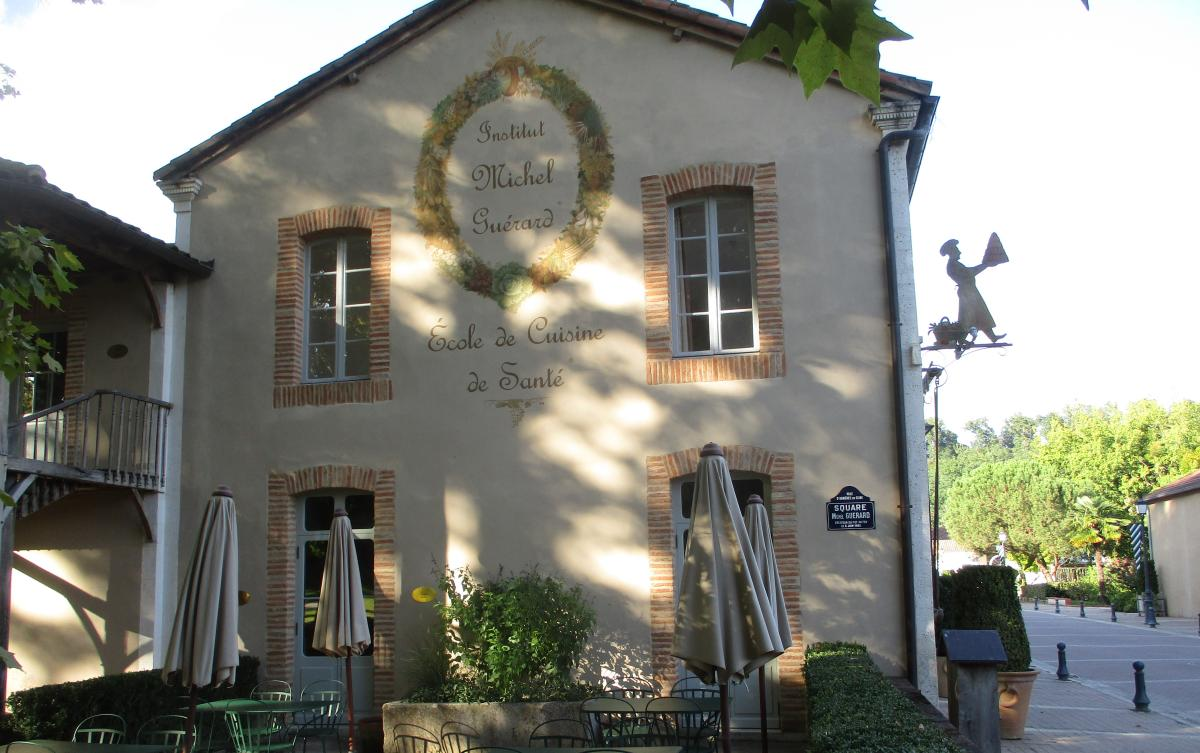
Institut Michel-Guerard.

- L'empereur Napoléon III, créateur de la commune en 1861. Il créera en 1863 une autre commune dans le département des Landes, Solférino.
- L'impératrice Eugénie, qui a donné son nom au village.
- Gaston Larrieu (1908-1983), artiste peintre né à Eugénie-les-Bains.
- René Vielle, chef de la résistance durant la Seconde Guerre mondiale, tué à la tête de son groupe lors d'un combat le 13 juin 1944.
- Les chefs cuisiniers Michel Guérard et Gérald Passédat.
- En 1975, Alain Ducasse commence sa carrière chez Michel Guérard, grand chef cuisinier Trois Étoiles à Eugénie-les-Bains pendant deux ans.
- En avril 1982, le pilote de Formule 1 Didier Pironi s’est marié avec Catherine Bleynie à Eugénie-les-Bains[25].

### Héraldique
| Blason | Blasonnement : De gueules à la source jaillissante d'azur; au chef cousu du même chargé de cinq abeilles d'or. Commentaires : Devise: « exsilientes sanant » |